# Nationaal Fonds voor Wetenschappelijk Onderzoek
Het Nationaal Fonds voor Wetenschappelijk Onderzoek (NFWO) (Frans: Fonds National de la Recherche Scientifique, Engels: National Fund for Scientific Research) is een voormalige Belgische wetenschappelijke stichting. Tegenwoordig worden nog enkele taken, voornamelijk met betrekking tot wetenschappelijke prijzen uitgevoerd door de nu Federaal Fonds voor Wetenschappelijk Onderzoek (FFWO) geheten stichting, en worden de meeste taken uitgevoerd door de stichtingen Fonds voor Wetenschappelijk Onderzoek (FWO) in Vlaanderen en het Fonds de la Recherche Scientifique (F.R.S.-FNRS) in Franstalig België.
De taak van het NFWO bestond er uit de fundamentele wetenschappelijke kennisvergaring in alle wetenschappelijke disciplines te stimuleren. Hiervoor worden wetenschappers beurzen en mandaten aangeboden, en wordt de uitrusting en werking van onderzoeksprojecten gefinancierd. De interuniversitaire wetenschappelijke competitie wordt aangescherpt en het contact met en evaluatie door buitenlandse wetenschappelijke experten wordt bevorderd.

## Geschiedenis
Het Nationaal Fonds voor Wetenschappelijk Onderzoek werd gesticht op 2 juni 1928 na een oproep van Koning Albert I tot de bedrijfswereld voor meer middelen voor wetenschappelijk onderzoek. Op 1 oktober 1927, in een speech in de fabrieken van John Cockerill in Seraing, benadrukte Koning Albert I het belang van wetenschappelijk onderzoek voor de economische ontwikkeling van België. “Er heerst in België een echte crisis der wetenschappelijke instellingen en laboratoria”, zei de koning, en hij suggereerde “Door de initiatieven onzer industriëlen en financiers, de kunde onzer ingenieurs, de bekwaamheid onzer arbeiders, zullen alle hinderpalen uit de weg worden geruimd”. Hij herhaalde deze oproep voor meer middelen op 26 november 1927, in a speech voor de toenmalige Koninklijke Academie van België voor Wetenschappen en Kunsten, nu voortgezet in onder andere de Koninklijke Vlaamse Academie van België voor Wetenschappen en Kunsten. Dit leidde binnen de schoot van de Universitaire Stichting tot de oprichting van het Nationaal Fonds voor Wetenschappelijk Onderzoek op 2 juni 1928. De nieuwe stichting werd geleid door Emile Francqui.
Het meteen stevig gespekte fonds (toen het enorme bedrag van 100 miljoen Belgische frank) kreeg de steun van onder andere de familie Solvay (25 miljoen Belgische frank) en de belangrijkste industriëlen en banken van België en zorgde niet alleen voor een opleving van de industrie via laboratoriumonderzoek, maar ook voor de uitbreiding van het Belgische patrimonium.
Bij de eerste gefinancierde projecten behoren in 1931 en 1932 de stratosfeervluchten van Professor Auguste Piccard. Een van de ballonnen die een hoogterecord vestigden werd trouwens de FNRS-1 genoemd als dank voor de financiering door het NFWO / FNRS. Piccard bouwde ook initieel in 1937 maar tegengehouden door de Tweede Wereldoorlog voornamelijk tussen 1946 en 1948 de FNRS-2, de allereerste bathyscaaf ooit, met NFWO financiering.
In 1949 wordt de financiering van het NFWO door de overheid door middel van subsidies gevoelig verbeterd. Ook worden giften aan de stichting fiscaal vrijgesteld. In 1965 wordt bij de wet op de universitaire expansie de financiering nog verbeterd. De hoofdzakelijk Franstalige instelling wordt ook vanaf 1969 taalparitair. In alle commissies zetelen vanaf dat moment steeds evenveel Nederlandstaligen als Franstaligen. Deze verbetering blijft evenwel toch een scheeftrekking van de verhoudingen in het land, en zal uiteindelijk leiden tot de regionalisatie van de instelling. De financiering is vanaf 1988 door de gemeenschappen, de raad van bestuur wordt opgesplitst vanaf 1992. Vanaf 1996 werkt de Nederlandstalige vleugel onder de naam Fonds voor Wetenschappelijk Onderzoek. In 2006 wordt bij Koninklijk Besluit de instelling volledig ontmandeld en vervangen door het Federaal Fonds voor Wetenschappelijk Onderzoek.